# Gymnomyza aubryana
El mielero cuervo (Gymnomyza aubryana) es una especie ave paseriforme de la familia Meliphagidae endémica de Nueva Caledonia. 

## Descripción
Superficialmente se asemeja a un cuervo, con su plumaje negro brillante y pico curvo, pero presenta una carúncula rugosa de color rojo en el rostro. Tienen las alas redondeadas y la cola y la nuca largas. El pico es largo y bicolor, amarillo en la parte inferior y negro en la superior. Emite un fuerte sonido de llamada predominantemente en las mañanas.
Vive en bosques húmedos en las colinas de Grande Terre, la mayor isla de Nueva Caledonia. Es relativamente poco visible, y viven ya sea en parejas o solos. Se alimenta de invertebrados y de néctar. 

## Conservación
Está en peligro crítico de extinción debido a la depredación por mamíferos introducidos. Extensivos estudios sólo lo han encontrado en la zona de Parc de la Rivière Bleue, las laderas de los valles Kouakoué, Pourina y Ouiné, y en los montes Rivière Blanche, Mont Pouédihi y Mt Panie. Su población se estima entre 50 y 249 individuos.